# Meteorit de Tissint
El meteorit de Tissint o meteorit Tissint és un meteorit marcià que va caure a la província de Tata, a la regió de Guelmim-Es Semara (Marroc) el 18 de juliol de 2011.
Tissint és el cinquè meteorit marcià que la gent ha vist caure a la Terra, i el primer des de 1962. Els fragments d'aquest meteorit es mostren a diversos museus, com ara el Museu d'Història Natural de Viena i el Museu d'Història Natural de Londres.

## Història
El 18 de juliol de 2011, cap a les 2:00h del matí, hora local, diverses persones van observar una bola de foc brillant a la vall d'Oued Drâa, a l'est de Tata, al Marroc. Un observador va informar que la bola de foc era inicialment de color groc, després es va tornar verda, il·luminant tota l'àrea abans que semblés trencar-se en dos trossos; es van sentir dos sorolls per sobre de la vall.
L'octubre de 2011, els nòmades van començar a trobar pedres molt fresques i amb crosta de fusió en una zona remota de la conca hidrogràfica de l'intermitent Oued Drâa, centrada a uns 50 km al ESE de Tata i 48 km al SSW del poble de Tissint, prop del desguàs de l'Oued El Gsaïb i també prop de l'altiplà d'El Ga'ïdat, conegut com Hmadat Boû Rba'ine. Els trossos més grans es van recuperar a l'altiplà del Ga’ïdat, i els més petits (uns grams) es van trobar més a prop de les muntanyes de l'Aglâb. Es va documentar una pedra incrustada de 47 g trobada a 29°28,917' N, 7°36,674' O.
El meteorit va rebre el nom de la ciutat de Tissint, a 48 km de distància del lloc de l'impacte.
Fins al 1990 només s'havien trobat cinc meteorits al Marroc, però des d'aleshores, més meteorits han impactat a la zona. Els registres del 2012 mostren que els caçadors de meteorits van descobrir 754 en llocs específics del Marroc, així com milers d'altres en llocs incerts. Després de l'augment de les caigudes de meteorits, un mercat de meteorits va impulsar l'aparició d'una indústria de prospecció de meteorits al nord-oest d'Àfrica i Oman. Les roques s'han portat ràpidament fora del país, a col·leccions a l'estranger, perquè els importants descobriments van provocar uns preus elevats per a les roques (una subhasta el 14 d'octubre de 2012, va incloure fragments del meteorit de Tissent). Això va dificultar que investigadors com Hasnaa Chennaoui-Aoudjehane, l'únic que ha estudiat el meteorit, tinguessin accés a mostres per a la seva recerca i deixa el Marroc amb poques restes dels meteorits que hi van caure.

## Característiques físiques
Es van recollir desenes de fragments amb masses que oscil·laven entre 0,2 i 1.282 grams, sumant un total d'aproximadament 12-15 quilograms.
Les roques estan recobertes de manera variable per una crosta de fusió negra brillant, caracteritzada per capes més gruixudes a les esquerdes exteriors i regions brillants per sobre dels fenocristalls interiors d'olivina i bosses de fusió d'impacte. Algunes pedres tenen una crosta de fusió secundària més fina en algunes superfícies, i algunes estan trencades en alguns llocs, deixant al descobert l'interior.
L'interior exposat de les pedres apareix de color verd-gris pàl·lid, amb fenocristalls d'olivina groc pàl·lid de mida de mil·límetres amb escasses bosses vesiculars i vetes primes de vidre negre.

## Petrologia i origen

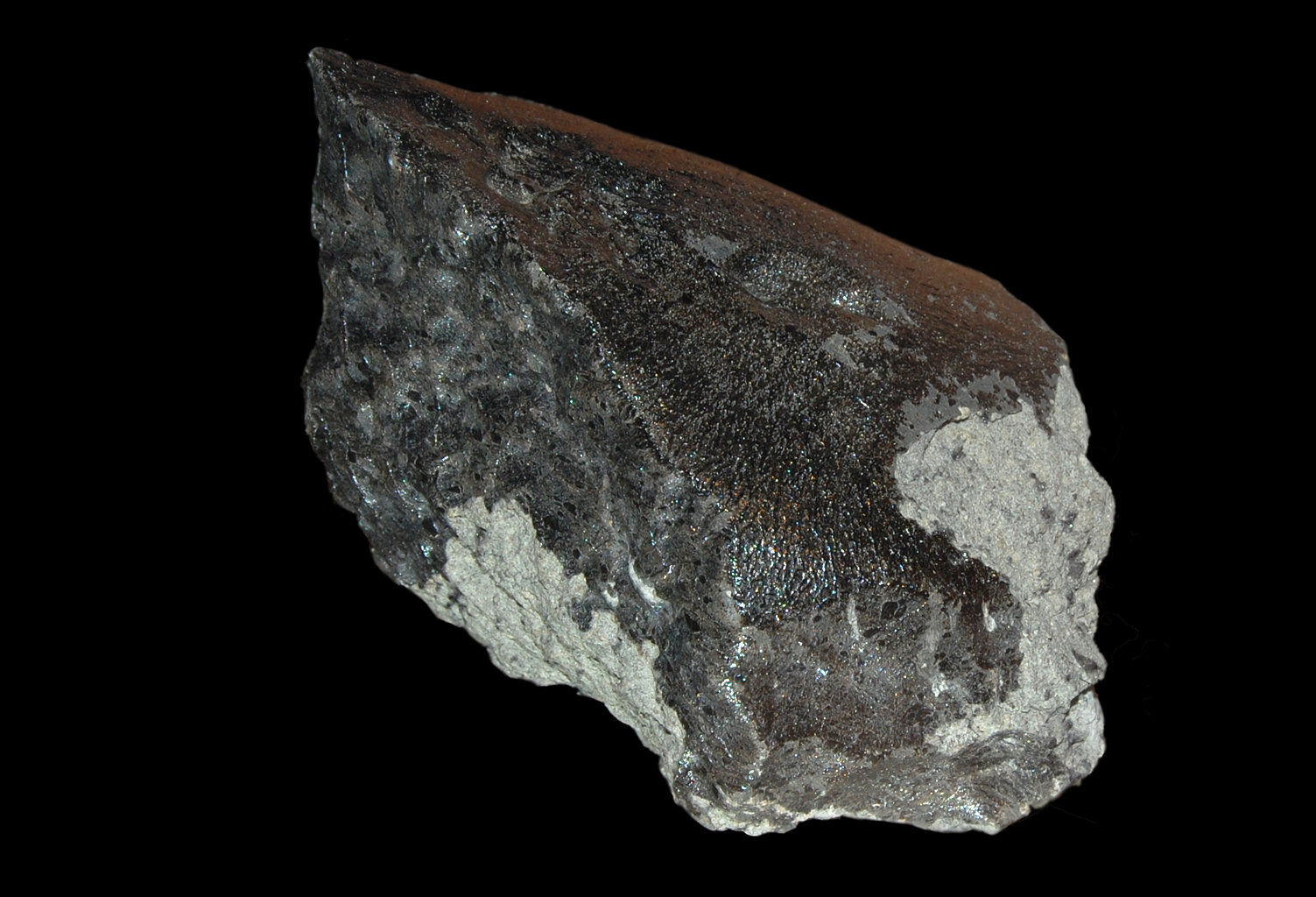
Fragment Tissint: crosta de fusió negra i matriu gris clar. Museu d'Història Natural de Viena (Àustria)

El meteorit va ser expulsat de la superfície de Mart fa entre 700.000 i 1,1 milions d'anys. Tissint sembla derivar d'una regió d'origen del mantell profund que no s'assemblava a cap dels altres meteorits de shergottites marcians coneguts.
El material està molt impactat i indica que va ser expulsat durant l'excavació d'impacte més gran registrada. Atesa la fusió de xoc àmpliament dispersa observada a Tissint, podria haver-se produït alteració d'altres minerals tous (carbonats, halurs, sulfats i fins i tot minerals orgànics), especialment al llarg dels límits del gra. Això pot explicar en part la manca d'aquests minerals a Tissint. però es desconeix si és d'origen biòtic.
Els fragments de meteorit es van recuperar pocs dies després de la caiguda, per la qual cosa es considera un meteorit «no contaminat».
El meteorit mostra evidències de la meteorització per l'aigua, i hi ha signes d'elements que s'han portat a les esquerdes de les roques a través de l'aigua o d'un fluid, cosa que no s'havia vist mai abans en un meteorit marcià. Concretament, els científics van trobar compostos que contenen carboni i nitrogen associats a inclusions de minerals hidrotermals.
Un equip va informar que mesurava una proporció elevada de carboni-13 (13C), mentre que un altre equip va informar d'una relació baixa de 13C en comparació amb el contingut de l'atmosfera i l'escorça de Mart, i va suggerir que podria ser d'origen biològic, però els investigadors també van assenyalar que hi ha diversos processos geològics que podrien explicar-ho sense invocar processos vitals complexos; per exemple, podria ser d'origen meteorític i s'hauria barrejat amb el sòl marcià quan meteorits i cometes impacten a la superfície de Mart, o d'origen volcànic.
Una anàlisi de Hasnaa Chennaoui-Aoudjehane, un meteorista marroquí de la Universitat Hassan II de Casablanca, va determinar que el meteorit és una shergottita picrítica similar a EETA79001A. L'estructura interna del meteorit inclou macrocristalls (o nòduls) d'olivina incrustats en una matriu de gra fi feta de vidre de piroxè i feldespat. La matriu té nombroses esquerdes plenes de material vidre negre. Com altres shergottites, el meteorit de Tissint està enriquit amb òxid de magnesi i altres elements compatibles com el níquel (Ni) i el cobalt (Co). La composició a granel també apareixen terres rares lleugeres i altres elements incompatibles com el beril·li (Be), el liti (Li) i l'urani (U). No obstant això, el material de vidre és enriquit amb aquests elements.
Les dades sobre oligoelements refractaris, sofre (S) i fluor (F), així com les dades sobre la composició isotòpica del nitrogen (N), l'argó (Ar) i el carboni (C) alliberats en escalfar-se de la matriu i les vetes de vidre del meteorit indiquen sense ambigüitats la presència d'un component de superfície marcià que inclou gasos atmosfèrics atrapats. Per tant, la influència de la meteorització in situ marciana es pot distingir de la contaminació terrestre en el meteorit. Les característiques de la meteorització marciana a Tissint són compatibles amb els resultats de les observacions de les naus espacials de Mart, i Tissint té una edat d'exposició als raigs còsmics de 0,7 ± 0,3 Ma, coherent amb la lectura de moltes altres shergottites, especialment EETA79001, que suggereix que van ser expulsades de Mart durant el mateix esdeveniment.
La composició global del meteorit de Tissint correspon a la de la roca basàltica ferrós pobre en alumini, que probablement es va originar com a resultat de l'activitat magmàtica a la superfície de Mart. Aquests basalts van patir llavors una meteorització pels fluids, que van dipositar minerals enriquits en elements incompatibles en fissures i esquerdes. Un impacte posterior a la superfície de Mart va fondre el material lixiviat formant vetes negres de vidre. Finalment, les shergottites van ser expulsades de Mart fa uns 0,7 milions d'anys.